# Walter Van den Broeck (architect)

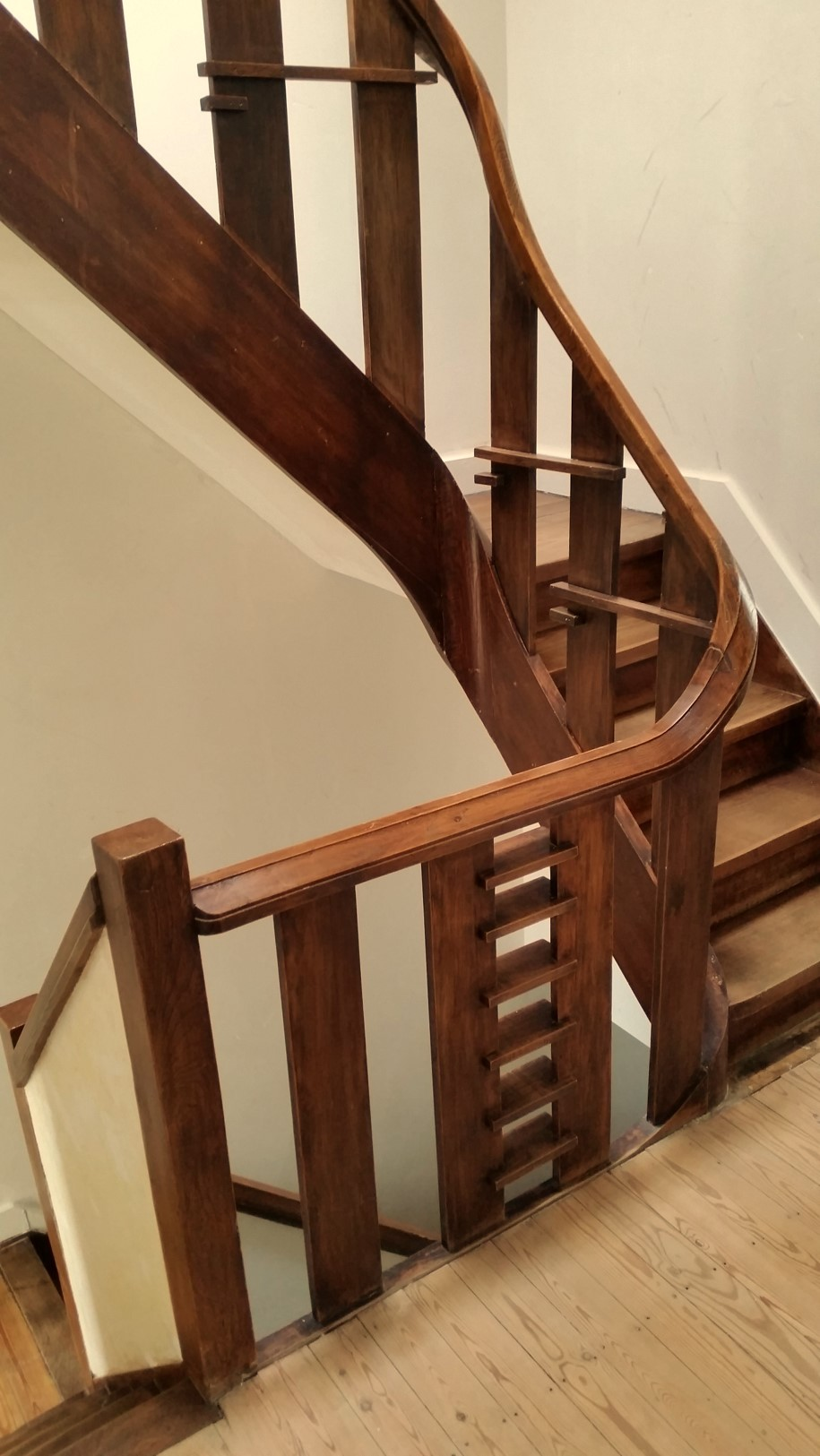
Trap in de architectenwoning te Berchem. In 2017 door de vakjury verkozen tot "Het Schoonste Gebouw" van Antwerpen

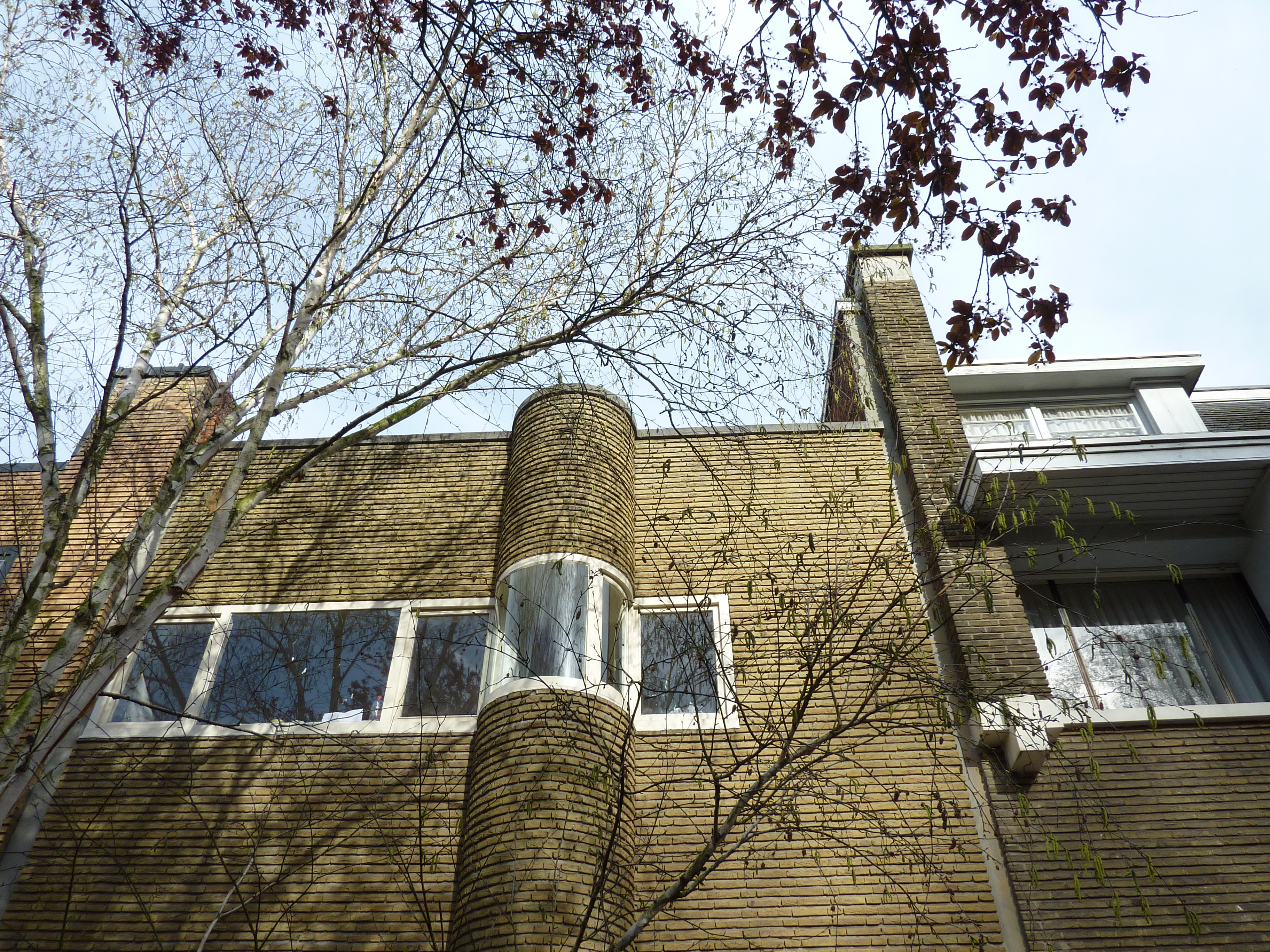
Huis ontworpen door W. Van den Broeck in Deurne (Antwerpen).

Walter Van den Broeck (20 september 1905 - 8 november 1945) was een Antwerps architect. Hij liet een respectabel oeuvre na, dat vooral bestond uit kleine gezinswoningen, verbouwingen, een appartementsgebouw, een wasserij en een cinema. Door zijn vroege dood en de oorlogsjaren is zijn oeuvre beperkt. Hij ontwierp niet alleen woningen maar ook het meubilair. Walter Van den Broeck nam deel aan vele wedstrijden, bijvoorbeeld voor de Zeevaartschool te Antwerpen en voor het Sportpaleis waarvoor hij respectievelijk de tweede prijs en een eervolle vermelding kreeg. Werken van hem werden tentoongesteld op de Wereldtentoonstelling van 1935 te Brussel. Zijn bekendste woning is wellicht die van dokter J. Tackx gelegen aan het Mechelseplein te Antwerpen daterend van 1937. In 2017 werd zijn eerst uitgevoerde gebouw door de vakjury uitgeroepen tot "het schoonste gebouw van Antwerpen". In zijn ontwerpen zocht hij naar een synthese van expressionisme en zakelijkheid, een dialoog tussen traditie en moderniteit.